# 杨希
杨希（1956年—），女，河北安新人（一作天津人），中国排球运动员。曾获得1981年世界杯和1982年世锦赛冠军。